# Disarming Act
Als Disarming Act (englisch „Entwaffnungs-Gesetz“) werden mehrere englische Gesetze bezeichnet, die im 18. Jahrhundert als Reaktion auf die Jakobiten-Aufstände in Schottland erlassen wurden. Das bekannteste und folgenreichste dieser Gesetze war der Act of Proscription von 1746. Umgangssprachlich ist meist dieses Gesetz gemeint, wenn vom Disarming Act gesprochen wird. Als Dress Act wird ein Abschnitt des Act of Proscription bezeichnet, in dem das Tragen der traditionellen Hochland-Kleidung unter Strafe gestellt wird.

## Disarming Act 1716

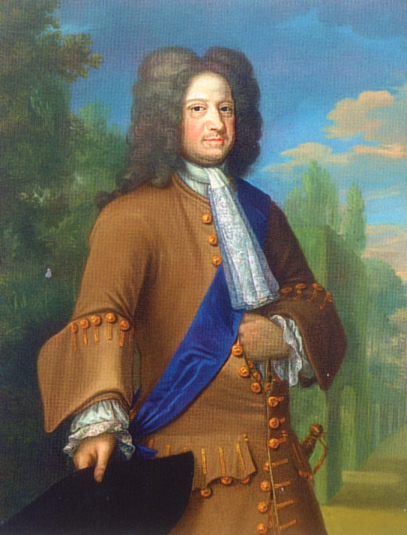
Georg I. 1714–1727

Nachdem die Königreiche England und Schottland seit 1603 in Personalunion vom Haus Stuart regiert wurden, erfolgte 1707 die Vereinigung beider Königreiche zum Königreich Großbritannien im Act of Union. Als 1714 das Haus Stuart durch das Haus Hannover (Georg I.) abgelöst wurde, kam es bereits im Folgejahr zum ersten Aufstand der Anhänger des Hauses Stuart („The Fifteen“), zu denen besonders die Clans der schottischen Highlands gehörten.
Am 1. November 1716 wurde das erste Entwaffnungs-Gesetz erlassen mit dem Titel: „An act for the more effectual securing the peace of the highlands in Scotland“.
Das Gesetz verbot in bestimmten Teilen Schottlands das Besitzen, Benutzen oder Tragen von Waffen („…to have in his, her or their custody, use, or bear, broad sword or target, poignard, whinger, or durk, side pistol, gun, or other warlike weapon“). Das Gesetz war wenig effektiv.
Die explizit genannten Gebiete, für die auch die folgenden Gesetze galten, umfassten Dunbartonshire (heute East- und West Dunbartonshire), Stirlingshire, Perthshire, Kincardineshire, Aberdeenshire, Inverness-shire, Nairnshire, Ross-shire und Cromartyshire (heute Ross and Cromarty), Argyll, Angus (Forfarshire), Banffshire, Sutherland, Caithness und Morayshire (Elginshire) („… within the shire of Dunbartain, on the north side of the water of Leven, Stirling on the north side of the river of Forth, Perth, Kincardin, Aberdeen, Inverness, Nairn, Cromarty, Argyle, Forfar, Bamff, Sutherland, Caithness, Elgine and Ross …“). (Siehe auch Traditionelle Grafschaften Schottlands.)

## Disarming Act 1725
1725 folgte ein zweites Gesetz mit dem Titel „An act for the more effectual disarming the highlands in that part of Great Britain called Scotland; and for the better securing the peace and quiet of that part of the kingdom“.

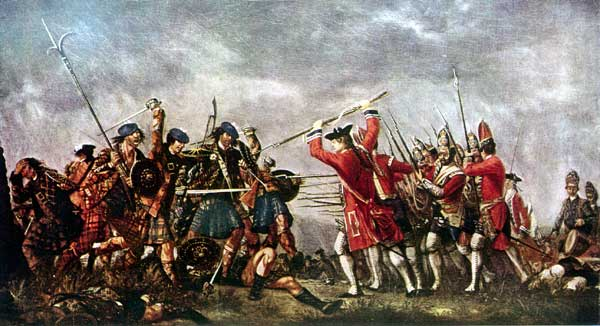
Die Schlacht von Culloden (1746)

Dieses Gesetz wurde von Generalmajor George Wade mit größerem Erfolg durchgesetzt. Ihm gelang es, in den Highlands Waffen in großer Menge zu konfiszieren. Die Folgen zeigten sich im zweiten und letzten Jakobitenaufstand 1745 („The Forty-Five“): In der Schlacht bei Prestonpans verwendeten die Hochländer verschiedenste, nicht zeitgemäße Waffen. In der Schlacht von Culloden am 16. April 1746 war die Bewaffnung der Hochländer durch erbeutete Gewehre besser, trotzdem wurden die Jakobiten hier vernichtend geschlagen.

## Act of Proscription 1746

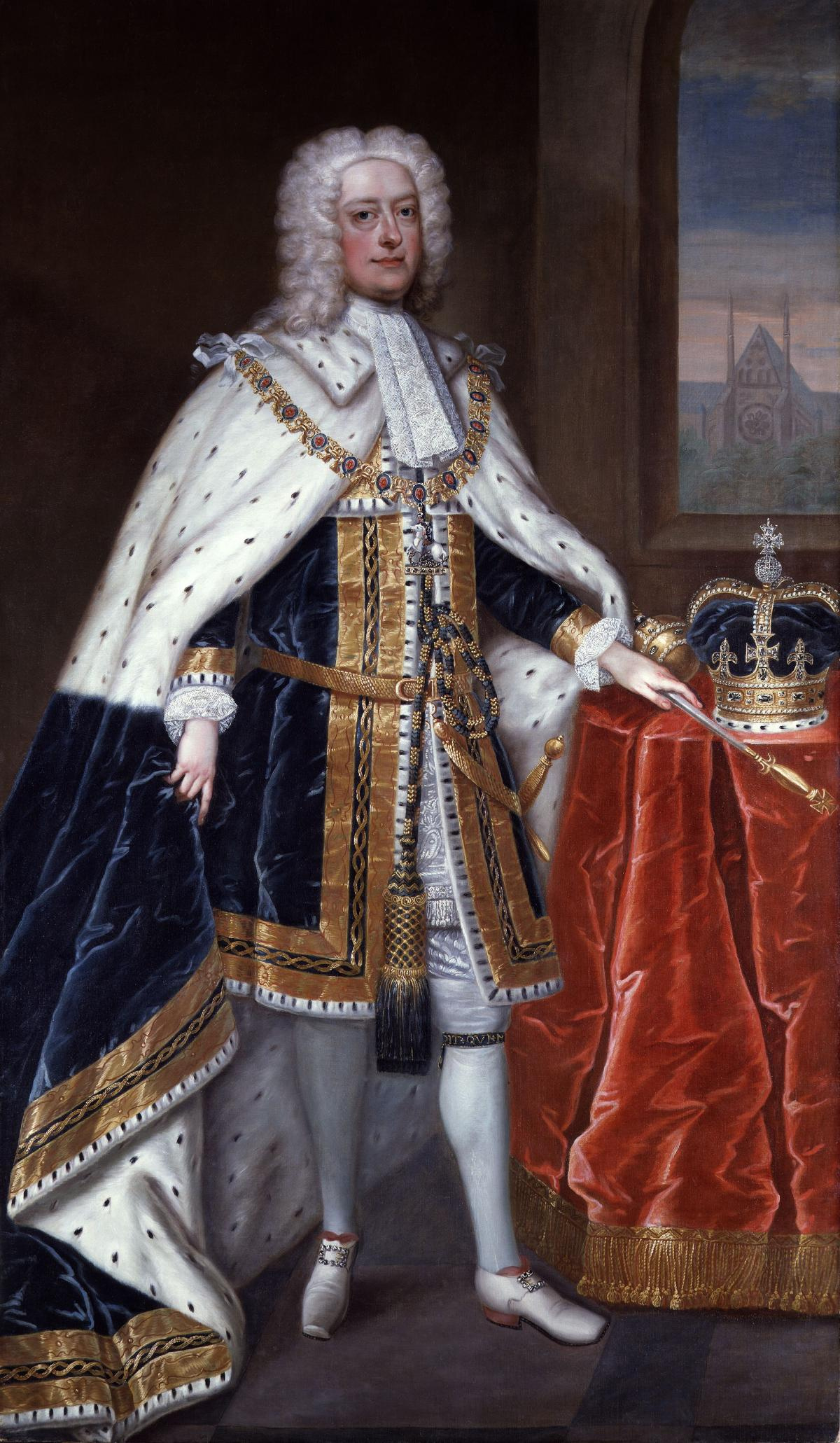
Georg II. 1727–1760

Nach dem Sieg bei Culloden wurde am 1. August 1746 ein neues Entwaffnungs-Gesetz erlassen:
„An act for the more effectual disarming the highlands in Scotland; and for the more effectual securing the peace of the said highlands; and for restraining the use of the highland dress; and for further indemnifying such persons as have acted in the defence of His Majesty's person and government, during the unnatural rebellion; and for indemnifying the judges and other officers of the court of judiciary in Scotland, for not performing the northern circuit in May, one thousand seven hundred and forty six; and for obliging the masters and teachers of private schools in Scotland, and chaplains, tutors and governors of children or youth, to take the oaths to his Majesty, his heirs and successors, and to register the same.“
Nach den Erfahrungen mit den ersten Gesetzen sollte diesmal über eine reine Entwaffnung hinaus das Clan-System der schottischen Highlands insgesamt zerschlagen werden, um zukünftige Aufstände zu verhindern. Maßnahmen dazu waren die Einschränkung der traditionellen Kleidung („restraining the use of the highland dress“) sowie die Kontrolle von Privatschulen und die Vereidigung und Registrierung von Lehrer und Erziehern („obliging the masters and teachers of private schools in Scotland, and chaplains, tutors and governors of children or youth, to take the oaths to his Majesty, his heirs and successors, and to register the same“).

### Dress Act
Das Verbot der Hochland-Kleidung, auch als Dress Act bezeichnet, ist ein Abschnitt des Act of Proscription von 1746, der zunächst am 1. August 1747 in Kraft treten sollte:
„And be it further enacted by the authority aforesaid, That from and after the first day of August, one thousand seven hundred and forty seven, no man or boy, within that part of Great Briton called Scotland, other than shall be employed as officers and soldiers in his Majesty's forces, shall on any pretence whatsoever, wear or put on the clothes commonly called Highland Clothes (that is to say) the plaid, philibeg, or little kilt, trowse, shoulder belts, or any part whatsoever of what peculiarly belongs to the highland garb; and that no tartan, or partly-coloured plaid or stuff shall be used for great coats, or for upper coats; and if any such person shall presume, after the said first day of August, to wear or put on the aforesaid garments or any part of them, every such person so offending, being convicted thereof by the oath of one or more credible witness or witnesses before any court of justiciary, or any one or more justices of the peace for the shire or stewartry, or judge ordinary of the place where such offence shall be committed, shall suffer imprisonment, without bail, during the space of six months, and no longer; and being convicted for a second offence before a court of justiciary or at the circuits, shall be liable to be transported to any of his Majesty's plantations beyond the seas, there to remain for a space of seven years.“
Verboten wurde das Tragen von Plaid, Kilt und Trews sowie die Verwendung von Tartans für Umhänge oder Jacken. Als Strafe drohte Haft bis zu sechs Monaten und im Wiederholungsfall Deportation.
In einem ersten Zusatz zum Act of Proscription wurde die Frist für das Verbot der Hochland-Kleidung bis zum 1. August 1748 verlängert. Ein zweiter und letzter Zusatz unter dem Titel „An Act to amend and enforce so much of an Act made in the nineteenth Year of his Majesty's Reign, as related to the more effectual disarming the Highlands in Scotland, and restrainig the Use of the Highland Dress“ brachte einen weiteren Aufschub bis zum 25. Dezember 1748 und neue Ausnahmen. Insbesondere „landed men“, also die landbesitzende Oberschicht, durften die Hochlandkleidung tragen und auch in begrenztem Umfang Waffen besitzen.

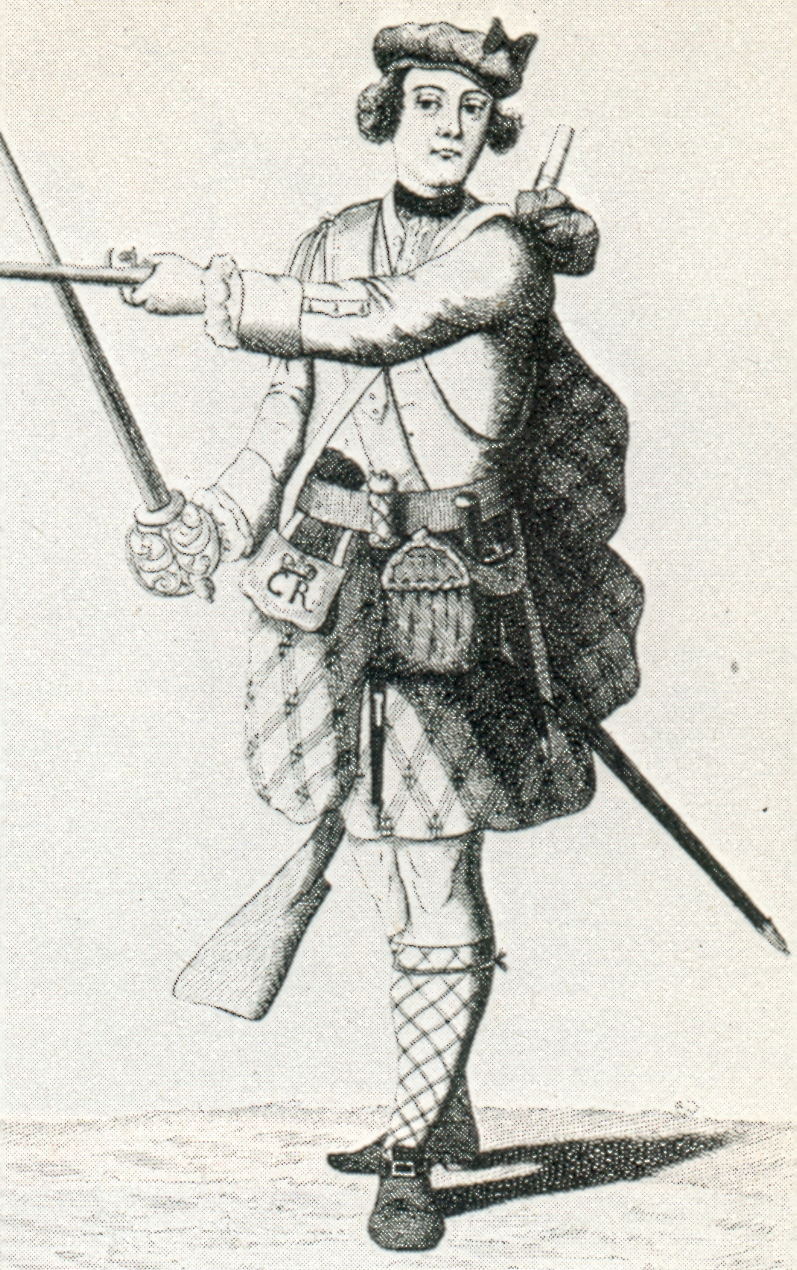
Offizier der Black Watch 1743

Auch Offiziere und Soldaten im Dienst des englischen Königs waren ausdrücklich ausgenommen. Das betraf zunächst das 1739 offiziell gegründete 42nd (Highland) Regiment of Foot ("The Black Watch"). Dieses Regiment entstand aus sechs Kompanien, die George Wade bereits 1725 aus Hochländern aufgestellt hatte. Diese Soldaten, wie auch die anderen später aufgestellten Highland Regiments, trugen weiterhin Kilts.

### Mythen
Mit dem Act of Proscription sind einige Mythen verbunden, die zum Teil auch Eingang in die Fachliteratur gefunden haben. Ein Verbot des Dudelsack-Spielens, der gälischen Sprache oder ein Versammlungsverbot ist im Gesetz oder den Zusätzen nirgendwo zu finden.
Im letzten Abschnitt des Acts findet sich die einzige Erwähnung von Sprachen: Privatschulen, die Englisch, Latein oder Griechisch unterrichten, mussten registriert werden („… it shall not be lawful for any person in Scotland to keep a private school for teaching English, Latin, Greek, or any part of literature, … until the situation and description of such private school be first entered and registered in a book …“). – Außerhalb der Universitäten und Schulen blieb Gälisch die Umgangssprache der Hochländer.
Insbesondere der Mythos vom Verbot des Dudelsack hat sich bereits von 1749 an immer weiter verfestigt. Seamus MacNeill, der Leiter des College of Piping in Glasgow, schrieb 1975: „the situation for piping changed drastically. From 1746 to 1782 to play the bagpipe was a criminal offence punishable by death.“
Der Ursprung dieses Mythos ist darin zu sehen, dass nach dem Aufstand 1745 tatsächlich einige Piper angeklagt wurden. Einer davon, James Reid, wurde in York am 15. November 1746 hingerichtet. Zu diesem Zeitpunkt war der Dress Act noch gar nicht in Kraft. James Reid gehörte zu den Jacobiten, die im Dezember 1745 die Stadt Carlisle besetzt hatten. Angeklagt und verurteilt wurde er wegen Teilnahme an einer Rebellion und Hochverrat, nicht wegen Dudelsackspielens. Reid verteidigte sich mit dem Hinweis, dass er kein Kombattant, sondern nur Piper gewesen sei. Darauf antwortet der Richter, dass kein Regiment jemals ohne Musik marschierte und daher der Dudelsack als Kriegsgerät zu betrachten sei:
„No regiment ever marched without musical instruments such as drums, trumpets and the like; and that a highland regiment never marched without a piper; and therefore his bagpipe, in the eye of the law, was an instrument of war.“
Dieser Satz sollte die Geschichte der Pipe-Musik für Generationen verdrehen. Unter den Hunderten von Aufständischen, die nach 1745 angeklagt wurden, waren insgesamt nur fünf Piper, von denen einer hingerichtet, einer verbannt und zwei freigesprochen wurden. Das Schicksal des fünften ist nicht bekannt. Für die Zeit zwischen 1748 und 1782 wurden bisher keinerlei Hinweise in Gerichtsakten gefunden, dass jemals ein Piper wegen des Dudelsackspielens angeklagt worden wäre. Betrachtet man die Listen der gefangenen Aufständischen, so hatten die Fiddler mehr zu leiden als die Piper: Von ihnen wurden drei verbannt.
Abgesehen von einem spektakulären Einzelfall war das Dudelsackspielen in dieser Zeit also nicht beeinträchtigt – zumindest nicht durch englische Gesetze.

## Aufhebung des Dress Act 1782
Am 1. Juli 1782 wurde ein Gesetz zum „Use of Highland Dress Act“ erlassen, womit der Dress Act offiziell aufgehoben wurde. Die Aufhebung wurde durch folgende Proklamation auf Englisch und Gälisch öffentlich bekannt gemacht:
„Listen Men. This is bringing before all the Sons of the Gael, the King and Parliament of Britain have forever abolished the act against the Highland Dress; which came down to the Clans from the beginning of the world to the year 1746. This must bring great joy to every Highland Heart. You are no longer bound down to the unmanly dress of the Lowlander. This is declaring to every Man, young and old, simple and gentle, that they may after this put on and wear the Truis, the Little Kilt, the Coat, and the Striped Hose, as also the Belted Plaid, without fear of the Law of the Realm or the spite of the enemies.“